# Yigoga spinosa
Yigoga spinosa är en fjärilsart som beskrevs av Otto Staudinger 1877. Yigoga spinosa ingår i släktet Yigoga och familjen nattflyn. Inga underarter finns listade i Catalogue of Life.